# Корнис, Иоганн Иоганнович
Иога́нн Иога́ннович (Иван Иванович) Ко́рнис (20 июня 1789, Бервальде, под Гданьском, Речь Посполитая — 13 марта 1848, Орлов, Мелитопольский уезд, Российская империя) — землевладелец, меннонитский государственный и общественный деятель, основатель Старобердянского лесничества.

## Биография
Иоганн Корнис родился 20 июня 1789, в селении Бервальде под Гданьском, в Речи Посполитой, в семье Иоганна Корниса, крестьянина и лекаря, и Марии Корнис, урожденной Классен. В 1793 году территория, на которой они проживали, перешла под власть Пруссии. В 1804 году семья Корнисов переехала в Россию и поселилась в Хортицком меннонитском округе, а в 1806 году переехала в село Орлов в Молочанском меннонитском округе. В Орлове Иоганн Корнис работал у мельника, потом занялся торговлей, продавая в портовых городах Крыма продовольственные продукты, купленные у немецких колонистов. В 1809 году на арендованных землях Корнис организовал крупное овцеводческое хозяйство. В 1811 году он женился на Агнесс Классен, и в 1813 построил для своей семьи усадьбу в Орлове. В 1812 году Корнис на 505 десятинах арендованной земли основал хутор Юшанлы (нынешнее село Лагидное Токмакского района). В 1836 году император подарил земли хутора в собственность Корниса. В Юшанлы Корнис вёл образцовое коневодство и овцеводство, организовал образцовую пасеку построил заводы — кирпичный, черепичный и по обжигу извести. В 1832 году он приобрел имение Тащенак с 3350 десятинами земли, а в 1842 году — соседнее имение Веригин с 1600 десятинами.
Иоганн Корнис успешно занимался улучшением породы овец и лошадей, селекцией растений, был одним из инициаторов внедрения шелкопрядства на землях Таврии. В 1830 года на небольшом участке своих земель Корнис посадил лесные деревья, став одним из пионеров посадки лесных насаждений в степной зоне. В 1846 году при содействии министра государственных имуществ Российской империи графа Киселёва Корнис заложил Старобердянское лесничество, которое теперь стало государственным заказником площадью 1132 га. С 1830 года Корнис был председателем Общества содействия распространению лесо-, садо-, шелководства и виноградарства, в 1836 переименованного в Общество по улучшению сельского хозяйства. Общество обязывало колонии применять 4-х польную систему севооборота, заботилось о развитии животноводства, следило за состоянием общественных построек и домов крестьян.
Многое было сделано Корнисом и для развития народного образования. В 1820 по его инициативе было организовано общество, построившее христианскую школу в Орлове. По поручению российского правительства с 1843 года Корнис осуществлял надзор и руководство всеми меннонитскими школами. Он ввёл в учебных заведениях правила, которые предусматривали гуманное обучение детей с учётом их интересов, пропагандировал внедрение современных методов преподавания, участвовал в составлении учебных программ. Проводил И. Корнис и археологические изыскания. 
После смерти Иоганна Корниса его хозяйства были разделены между его сыном Иоганном, братом Давидом и зятем Ф. Вибе. На могиле Корниса меннониты установили памятник в виде обломанной мраморной колонны, «в знак того, что его труд не был завершен».

## Отзывы современников
Путешественник фон Хаксхаузен так отозвался об Иоганне Корнисе:

Корнис имел все данные, чтобы стать губернатором, но он не хотел ничего более, чем быть меннонитским крестьянином.

## Память
- В честь Иоганна Корниса были названы сёла Иоганнесру Мелитопольского уезда (нынешнее село Долинское, Мелитопольский район, Запорожская область) и Иоганнесру Перекопского уезда (нынешнее село Гришино, Первомайский район, Крым).[4]